# Timothy Davis (Politiker, 1794)

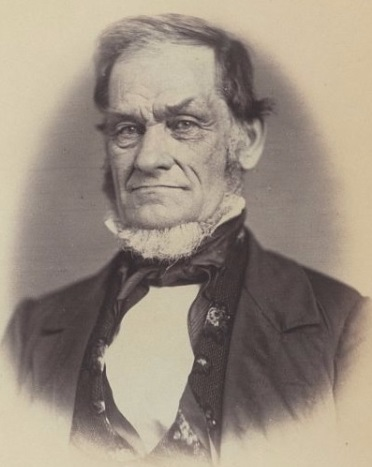
Timothy Davis

Timothy Davis (* 29. März 1794 in Newark, New Jersey; † 27. April 1872 in Elkader, Iowa) war ein US-amerikanischer Politiker. Zwischen 1857 und 1859 vertrat er den Bundesstaat Iowa im US-Repräsentantenhaus.

## Werdegang
Timothy Davis besuchte die öffentlichen Schulen seiner Heimat. Im Jahr 1816 zog er nach Kentucky. Nach einem Jurastudium und seiner Zulassung als Rechtsanwalt begann er in seinem neuen Beruf zu arbeiten. Später zog er nach Missouri, wo er ebenfalls als Rechtsanwalt praktizierte. Im Jahr 1837 ließ er sich in Dubuque im Wisconsin-Territorium nieder.
Nachdem seine neue Heimat zunächst Teil des Iowa-Territoriums und dann ab 1846 Teil des neuen Staates Iowa geworden war, kandidierte Davis im Jahr 1848 als Kandidat der Know-Nothing Party erfolglos für den Kongress. In den 1850er Jahren wurde er Mitglied der 1854 gegründeten Republikanischen Partei. 1856 wurde er im zweiten Wahlbezirk von Iowa gegen den früheren Kongressabgeordneten Shepherd Leffler in das US-Repräsentantenhaus in Washington, D.C. gewählt, wo er am 4. März 1857 die Nachfolge von James Thorington antrat. Davis und Samuel Ryan Curtis, der zur gleichen Zeit im ersten Distrikt in das US-Repräsentantenhaus gewählt worden war, waren die beiden ersten Republikaner, die den Staat Iowa dort vertraten. Da er im Jahr 1858 auf eine weitere Kandidatur verzichtete, konnte Davis bis zum 3. März 1859 nur eine Legislaturperiode im Kongress absolvieren, die von den Ereignissen im Vorfeld des Bürgerkrieges überschattet war.
Nach dem Ende seiner Zeit im Repräsentantenhaus arbeitete Timothy Davis wieder als Anwalt in Dubuque. Er war außerdem an einigen anderen Geschäften beteiligt. Er starb am 27. April 1872 in Elkader und wurde dort auch beigesetzt.